# فينتيكانو
فينتيكانو؛ (أربينو: فينتكو) هي بلدية في مقاطعة أفيلينو، كامبانيا, جنوب إيطاليا.

## المدن التوأم
- فرارة, إيطاليا